# 池知晶代
池知 晶代（いけぢ まさよ、1958年1月15日 - ）は、日本の元女子バレーボール選手。現姓・竹島。

## 来歴
高知県南国市出身。中学1年次に身長が168cmあり、バレー部の先生に勧められバレーボールを始める。土佐女子高校在学中は春高バレーやインターハイの出場経験をもつ。1976年に日本リーグの富士フイルム（当時）に入部。
1979年、全日本入りを果たし、モスクワプレオリンピックに出場。翌年もモスクワオリンピック出場メンバーに選出されたが、西側諸国のボイコットにより本戦出場は幻となった。
1981年、第14回日本リーグにおいて主力選手としてチームを支え、ベスト6賞を獲得した。富士フイルムの遠藤祐亮監督は「全日本で豊富な国際試合を経験し、すべてにわたりレベルアップした」と評している。
現・高知工科大学女子バレー部監督。
2020年東京オリンピック聖火ランナーのひとりに選ばれた。

## 人物・エピソード
- 目標としている選手は、同じ富士フイルム男子チームの山田修司。同じセンタープレーヤーとして、また両チームが同じ体育館で練習しているため、練習でアドバイスを受けてもらっていると語っている[5]。

## 球歴
- 全日本代表 - 1979-1980年

## 受賞歴
- 1981年 - 第14回 日本リーグ ベスト6

## 所属チーム
- 土佐女子中学
- 土佐女子高校
- 富士フイルム（1976-1981年）